# Psalm 69: The Way to Succeed and the Way to Suck Eggs
Az 1992-es Psalm 69: The Way to Succeed and the Way to Suck Eggs a Ministry ötödik nagylemeze. Az album valódi címe ΚΕΦΑΛΗΞΘ (görög szó; jelentése: fej, továbbá a 69-es szám görög számjegyekkel), ezért a Psalm 69-et használják az egyszerűség kedvéért. Az album egy jobban inkább mainstream hallgatósághoz juttatta el őket, a Jesus Built My Hotrod dalt többször játszották az MTV-n és egyéb zenei csatornákon. Ez az első Ministry-kiadvány Mike Scaccia gitárossal, aki 1989-ben csatlakozott az együtteshez.
Az N.W.O. (New World Order; Új világrend) George H. W. Bush beszédeiből tartalmaz részleteket, és szerepelt Ralph Bakshi félig akció, félig animációs filmjében, a Cool World-ben. Ez gyakorlatilag a frontember véleménye a világpolitika államáról, az öbölháborúról, a hidegháború végéről és a bizonytalan jövőről. A dalt 1993-ban Grammy-díjra jelölték a legjobb metalteljesítményért kategóriában. A Jesus Built My Hotrod-ot Gibby Haynes, a Butthole Surfers-ből énekelte fel.
A lemezt 2017-ben a Rolling Stone magazin a Minden idők 100 legjobb metalalbuma listáján a 80. helyre rangsorolta. Az album szerepel az 1001 lemez, amit hallanod kell, mielőtt meghalsz című könyvben.

## Etimológia
Az album címe egyértelműen utal Aleister Crowley The Book of Lies (A hazugságok könyve) könyvének 69. fejezetére, melyben a következő kifejezést használja: The way to succeed and the way to suck eggs (a siker útja és a tojás szopásának módja). Ez egy szóvicc, utalás a 69-es pózra (suck seed–succeed, magot szívni, a kettő kiejtése azonos). Ráadásul Crowley a ΚΕΦΑΛΗΞΘ (fej) és ΞΘ (69) címet adta a fejezetnek (az angolban mindkettő szleng kifejezés az orális szexre). Nincs közvetlen kapcsolat a 69. zsoltárral.
Az album megjelenése óta a Ministry több lemezén található utalás a 69-esre. Például a Dark Side of the Spoon és Houses of the Molé albumokon található egy rejtett dal 69-es számmal.

## Az album dalai
|    | Cím                   | Szerző(k)                                                 | Hossz |
| -- | --------------------- | --------------------------------------------------------- | ----- |
| 1. | N.W.O.                | Al Jourgensen, Paul Barker                                | 5:31  |
| 2. | Just One Fix          | Jourgensen, Barker, William Rieflin, Michael Balch        | 5:11  |
| 3. | TV II                 | Jourgensen, Barker, Mike Scaccia, Rieflin, Chris Connelly | 3:04  |
| 4. | Hero                  | Jourgensen, Barker, Rieflin                               | 4:13  |
| 5. | Jesus Built My Hotrod | Jourgensen, Barker, Balch, Rieflin, Gibby Haynes          | 4:51  |
| 6. | Scare Crow            | Jourgensen, Barker, Scaccia, Rieflin, Balch               | 8:21  |
| 7. | Psalm 69              | Jourgensen, Barker                                        | 5:29  |
| 8. | Corrosion             | Jourgensen, Barker                                        | 4:56  |
| 9. | Grace                 | Jourgensen, Barker, Beno                                  | 3:05  |

## Közreműködők

### Ministry
- Al Jourgensen – ének (1-4, 6, 7), gitár, billentyűk, producer
- Paul Barker – basszusgitár, programozás, ének, producer

### További közreműködők
- William Rieflin – dob (1-7)
- Mike Scaccia – gitár
- Michael Balch – billentyűk, programozás
- Howie Beno – programozás
- Louis Svitek – gitár
- Gibby Haynes – ének (5)
- Jeff "Critter" Newell – hangmérnök
- Paul Manno – hangmérnök
- Paul Elledge – művészi munka, design

## Fordítás
Ez a szócikk részben vagy egészben a Psalm 69: The Way to Succeed and the Way to Suck Eggs című angol Wikipédia-szócikk ezen változatának fordításán alapul.  Az eredeti cikk szerkesztőit annak laptörténete sorolja fel. Ez a jelzés csupán a megfogalmazás eredetét és a szerzői jogokat jelzi, nem szolgál a cikkben szereplő információk forrásmegjelöléseként.